# 蟠桃宫

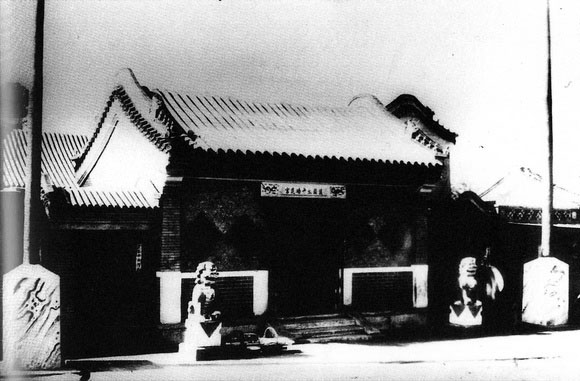
蟠桃宫山门

蟠桃宫，全名“护国太平蟠桃宫”，是位于北京东便门内护城河南岸的一座道教宫观。现已无存。

## 历史

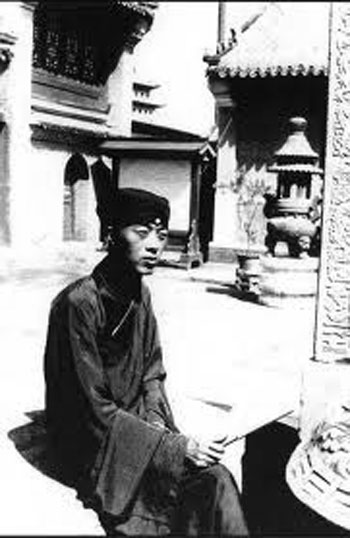
蟠桃宫内的道士，右侧即《护国太平宫碑》

蟠桃宫始建于元朝，一说始建于明朝。后来衰落。清朝康熙元年（1662年）工部尚书吴达礼重建王母殿后三间殿。据说吴达礼重修蟠桃宫时，在蟠桃宫东侧又建了观音庵，当时庵名“白云深处”，相传是由前朝宦官的旧宅改建。蟠桃宫香火兴盛，不少青年男女都来烧香、拴娃娃，祈求子嗣。
蟠桃宫庙会十分有名，但在中华人民共和国成立后不久即停办。1985年，因展宽马路，将蟠桃宫的山门、鼓楼及部分东配殿拆除，后来在1987年因修东便门立交桥，将蟠桃宫的建筑全部拆除，部分建筑构件由文物部门保存。在东便门立交桥西南路边的绿地中，尚存一块《护国太平宫碑》，周围环以铁护栏。2010年代初，为该碑加建了一座碑亭。该碑阳面碑额为“护国太平宫碑”，阴面碑额为“万世流芳”。阳面碑文为：

东便门内王母娘娘殿后重建三间殿碑记
今夫君（？）蘭迂诞之说习闻，而不足徵者多矣。无徵不信则不从俗。传小儿出痘有鬼神，余当捉之。其年余诸子出痘，顾见第五子云王母娘娘护佑。及疫愈，余遍觅娘娘庙，得於在东便门内桥南，办香拜毕，见大殿后有隙地少许，故老云旧有殿三间，为回禄□，因慨然谋建复焉。夫父母之於子无有不爱者，天性也。聚神之说虽不可知，因爱子之情展诚，诚敬以答神，不可谓非礼之所必出也，况亲见而足徵者。□殿成，乃树碑以记而系之以辞曰：赫赫王母尊灵显披兮，翠冠霞帔璀璨綺靡兮，大德曰生以保赤子兮，爰间殿宇绥神祇兮，式瞻顶礼绵遐纪兮。
康熙元年五月毂旦

工部尚书吴达礼敬立
阴面碑文为：
太上混源门下嗣全真教弟子徐真育只身创建募化宫闱内监、勲戚、文武、黎庶、善信众等，同意捐财，鸠工建造。惟愿：圣母垂慈黙佑

## 建筑
蟠桃宫坐南朝北，和其西北方向的北京城东南角楼遥对。蟠桃宫共有两层殿宇，其主要建筑有：
- 山门：坐南朝北。门前有石狮和旗杆各一对。门上石匾内书“护国太平蟠桃宫”，左右墙上嵌有“蟠桃盛会”四个绿边琉璃大字。
- 钟楼、鼓楼：位于山门内
- 前殿：祀西王母娘娘，并筑有一座鳌山，山上塑有众仙腾云前来为王母娘娘祝寿。
- 后殿：祀斗母元君
  - 配殿：在前殿、后殿两侧，分别祀财神赵公明、三官、送生娘娘等诸神。[1][2]

## 庙会

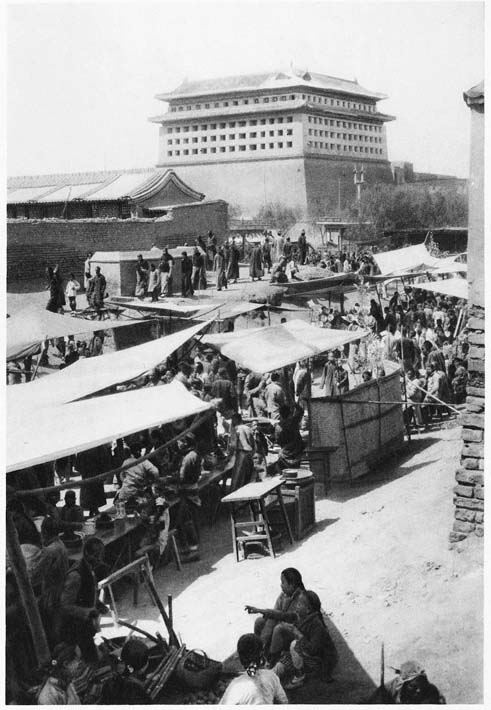
1929年蟠桃宫庙会与内城东南角箭楼

相传农历三月初三是西王母娘娘的寿诞，会举行蟠桃圣会。故蟠桃宫每年农历三月初一至初三举办庙会。
从崇文门外沿护城河向东行三里，便到蟠桃宫。路上车水马龙，人头攒动。时逢春末夏初，游人大多穿上夏装。在游客中，女性占了很大比重。《都门赘语·蟠桃宫诗》曰：“暮春天气最清和，如蚁游人夹道行。多少仙姬争艳冶，不知谁是许飞琼。”
蟠桃宫前面及东面很空旷，大鼓书、单弦、相声、变戏法等的艺人在庙外献艺。民间花会高跷、十不闲、舞狮、旱船等也来此朝拜。做生意的小商贩所摆的摊位鳞次栉比，连绵数里。此时正值春耕开始，买卖农具的人也很多。

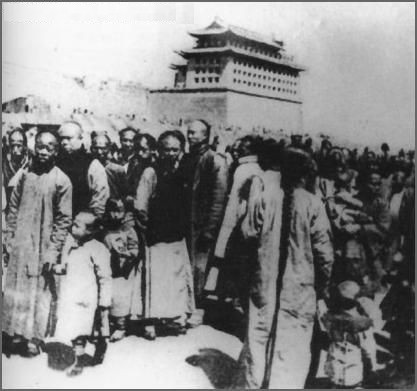
清朝末年的蟠桃宫庙会

蟠桃宫庙会上有一种赶脚用的毛驴，俗称“对槽驴”。游客可以从崇文门外桥头乘此种毛驴来到蟠桃宫门前。
蟠桃宫对面的护城河畔长堤很平坦，是庙会期间赛马的好地方。豪门贵族的纨绔子弟多好此道。李鸿章的孙子李国杰为了多玩两天，曾经命当时的主管衙门下令，将蟠桃宫庙会由三天变为五天。
约在1960年代，蟠桃宫庙会停办。2007年，蟠桃宫庙会恢复，改在北京明城墙遗址公园内举办